# Carl von Carmer

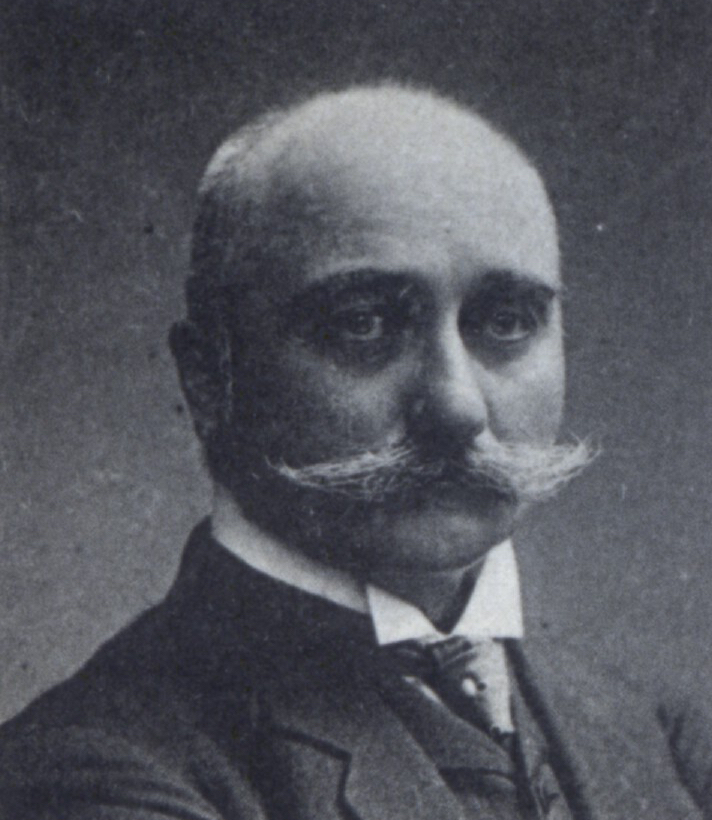
Graf Cramer, MdR (1912)

Carl Graf von Carmer-Zieserwitz (* 20. September 1861 in Panzkau (polnisch Pęczków), Kreis Neumarkt, Provinz Schlesien; † 11. Oktober 1922 in Zieseritz, Kreis Neumarkt, Provinz Niederschlesien) war ein deutscher Politiker und Generallandschaftsdirektor der Provinz Schlesien.

## Leben
Seine Eltern waren der Gutsbesitzers Hans Friedrich von Carmer-Zieserwitz und Marie von Elsner. Nach dem Besuch der Ritterakademie Liegnitz studierte er Rechts- und Staatswissenschaften an den Universitäten Breslau, Straßburg, Bonn und Leipzig. 1882 wurde er Mitglied des Corps Borussia Bonn. Als Gerichtsassessor a. D. folgte er seinem Vater in der Verwaltung des Familienguts Zieserwitz nach. In der Preußischen Armee erreichte er den Rang eines Majors.
Als Politiker war Carl von Carmer Generaldirektor der Schlesischen Landschaft der Provinz Schlesien sowie als Nachfolger des Friedrich zu Limburg-Stirum von 1905 bis 1913 Mitglied des Preußischen Abgeordnetenhauses und 1907–1918 im Reichstag (Deutsches Kaiserreich). Sein Gegenkandidat von der Zentrumspartei war bei der Reichstagswahl 1912 Edwin Henckel von Donnersmarck. Um 1910 war er Kurator der Ritterakademie Liegnitz und des St. Johannis-Stifts zu Liegnitz. Außerdem war er Rechtsritter des Johanniterordens.
Carmer heiratete am 29. Februar 1904 in Jagsthausen im Landkreis Heilbronn Charlotte Elise Anna Julie Freiin von Berlichingen, eine Tochter des königlich württembergischen Kammerherrn und Gutsbesitzers Ernst Freiherr von Berlichingen und der Elisabeth Freiin Truchseß von Wetzhausen.

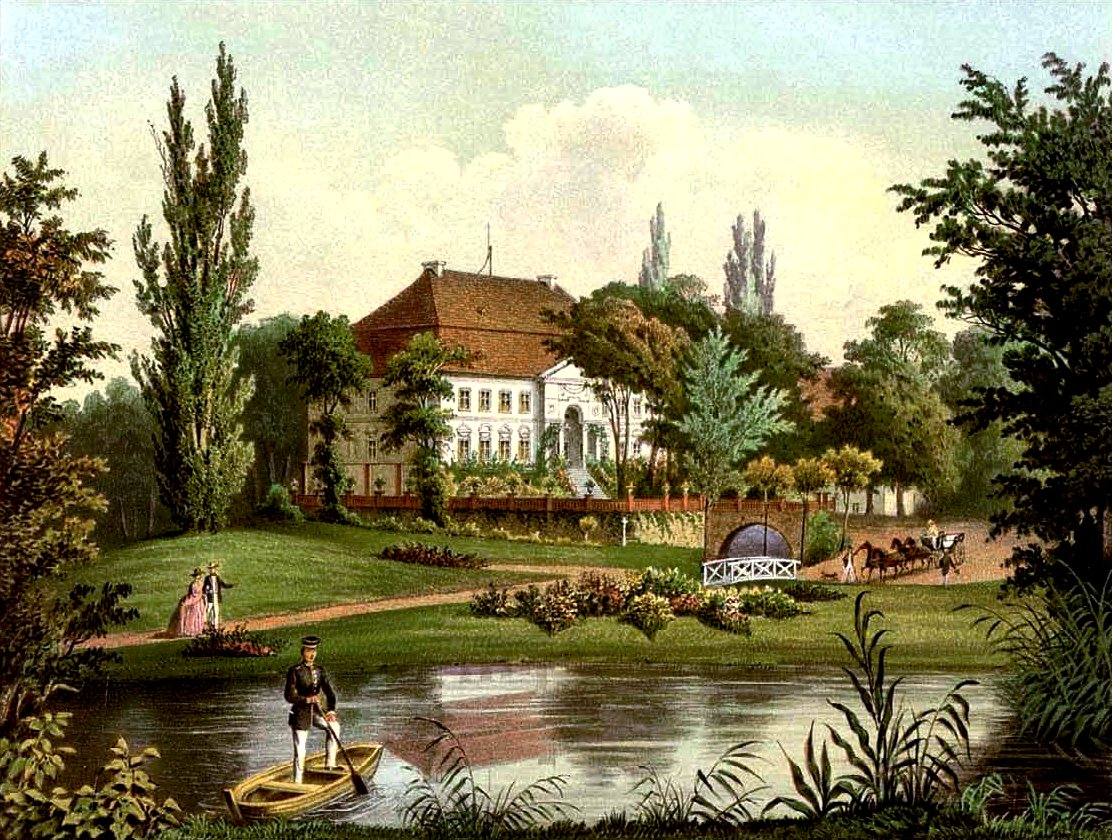
Gut Zieserwitz
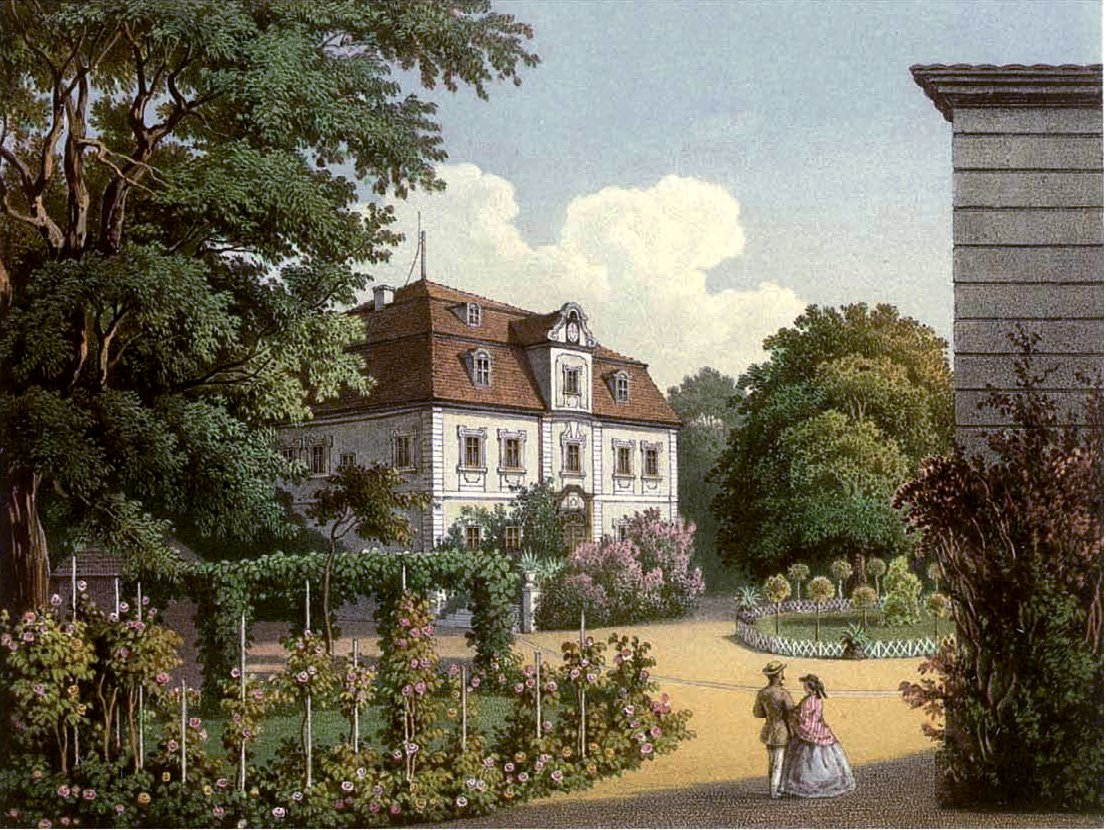
Rittergut Panzkau